# Luciára
Luciara is een gemeente in de Braziliaanse deelstaat Mato Grosso. De gemeente telt 2.467 inwoners (schatting 2009).